# Elisabet Arnau Bonfill
Elisabet Arnau Bonfill (Cerdanyola del Vallès, Vallès Occidental, 27 de maig de 1978) és una exjugadora de tennis de taula.
Competí amb el Club Tennis Taula Ripollet. Es proclamà campiona de Catalunya en sis ocasions, una en individual (2000), tres en dobles (1995, 1996, 2000, fent parella amb Marta Ylla-Català) i dos en dobles mixtos (1998, 2000, amb el seu germà Miquel). A nivell estatal, aconseguí dos Campionats d'Espanya de dobles (1996, 2000, amb Marta Ylla-Català), Internacional amb la selecció espanyola, participà als Campionats del Món de 1997 i 1999.